# Комісія з цінних паперів і бірж США
Комісія США з цінних паперів і бірж (англ. U.S. Securities and Exchange Commission; скорочення SEC) — незалежне державне агентство, його обов'язок здійснювати контроль за дотриманням федерального закону і торгівлю цінними паперами і регулювання контролю ринку цінних паперів в Сполучених Штатах. Комісія з цінних паперів і бірж була створена в 1934 році після обвалу фондового ринку в 1929 році і Великої депресії. Комітет складається з п'яти членів, які призначаються президентом Сполучених Штатів за згодою Сенату.